# Farceaux

Farceaux este o comună în departamentul Eure, Franța. În anul 2009 avea o populație de 276 de locuitori.